# 阿卡迪亞 (加拿大)

阿卡迪亞旗

阿卡迪亞曾是法國的殖民地，範圍覆蓋北美洲的東北部，包括現魁北克東部、整個加拿大海洋省份、和新英格蘭，往南一直延伸到費城；而實際上法國政府指明的是與大西洋接壤，在大約緯度40度與46度之間的沿岸地帶。其後，阿卡迪亞被劃入英國殖民地的一部分，並發展成現在數個美國州份和加拿大省份。

## 早期發展

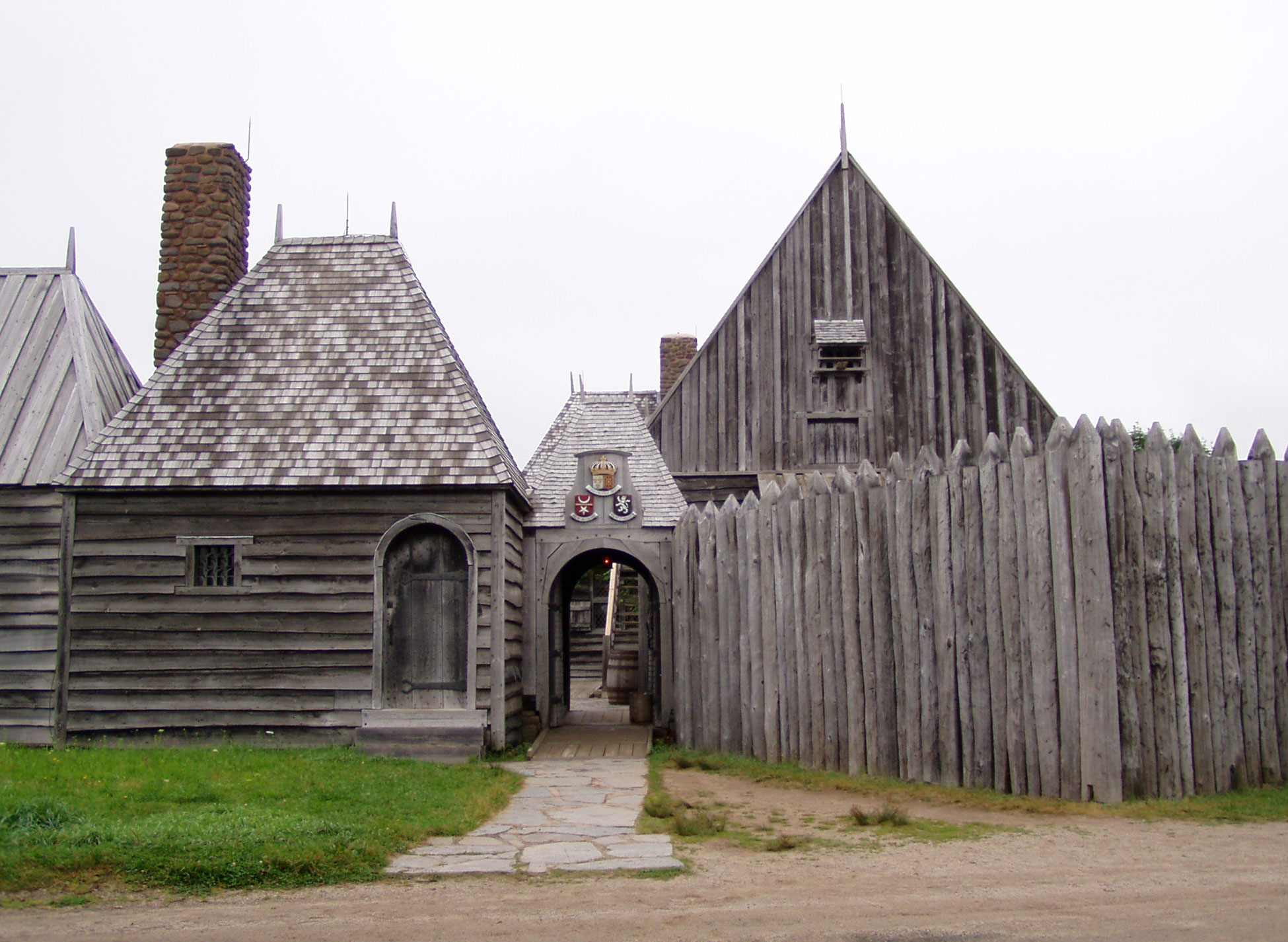
尚普蘭當年在王室港的居所的複製品

阿卡迪亞最早的殖民大部份來自於法國中西部維埃納省的普瓦捷。在1604年，首任阿卡迪亞總督皮埃爾·杜瓜在法國國王亨利四世的授權下於聖十字島上建立了第一個殖民地。那年冬天，壞血病的肆虐令到多人死亡，再加上島上缺乏物資的緣故，導致整個聚居地在第二年遷移到芬地灣對岸的王室港去。最終在1607年，de Monts被迫放棄王室港的殖民地回到法國，另派尚普蘭翌年到聖勞倫斯河畔去開拓新的殖民地（尚普蘭就是在這次探險期間建立魁北克市）。而阿卡迪亞要到1632年才成功建立一個定居地，後來的阿卡迪亞人便是這批殖民和他們的後裔所組成。
慢慢地阿卡迪亞人在阿卡迪亞建立起數個聚居地，逐漸地這片土地的戰略價值受到英國人的注意。英國人先後在威廉王之戰和安妮女王之戰中佔領了阿卡迪亞，最後在1713年簽訂的《烏得勒支和約》中取得了差不多整個阿卡迪亞的主權（法國在這條約下只能保留聖吉恩島（現在的愛德華王子島）和佈雷頓角島的主權）。

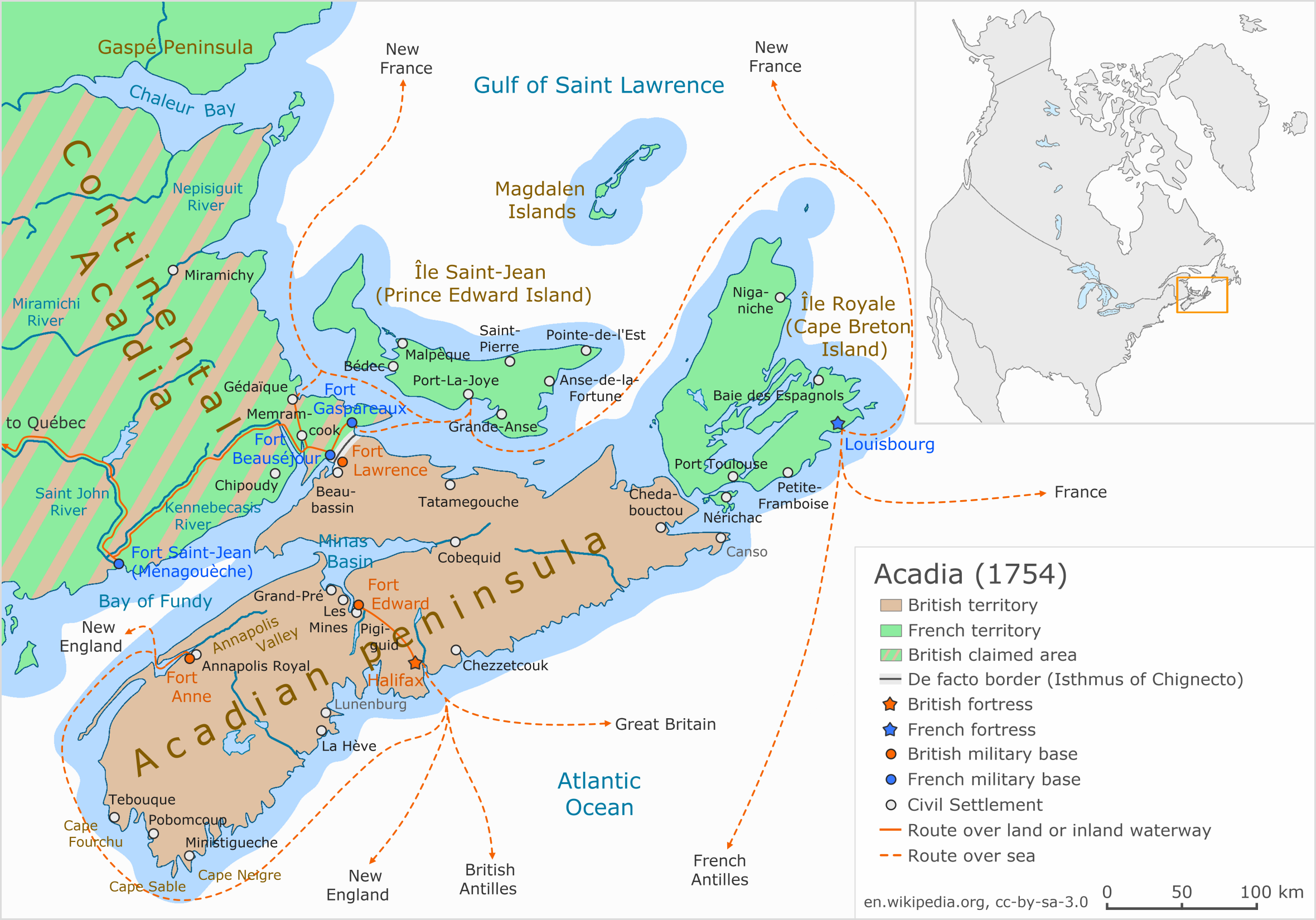
阿卡迪亞（1754年）

雖然阿卡迪亞遭遇了數次的侵略，但阿卡迪亞人卻對戰事漠不關心，多年來採取中立的立場。可是英國對此仍不安心，多次規定阿卡迪亞人向英王宣誓效忠，但阿卡迪亞人卻堅決嚴守中立的立場。同時間，法國人為了維持在鄰近海域的控制權在佈雷頓角島築起了路易斯堡要塞，加深了英國人對為數眾多的阿卡迪亞人的不信任態度。

## 大動盪

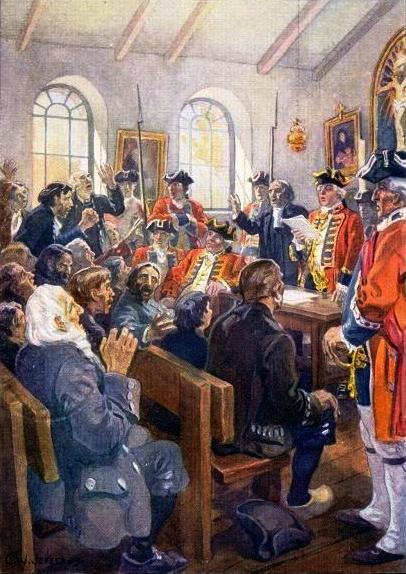
《驅逐阿卡迪亞人的命令》(Deportation of Acadians order)，C.W. Jefferys繪畫

隨著法國－印第安人戰爭（即七年戰爭的北美洲戰場）的爆發，阿卡迪亞人受到的壓迫越來越重。英國人指責阿卡迪亞人不忠（他們不願與法國人為敵和進行游擊行動）。最後英國人便把不願意宣誓為英國戰鬥的阿卡迪亞人驅逐出境，結果將為數6000到10000名阿卡迪亞人押送到南方的十三個殖民地或送回法國。另外也有一部分的人逃到深山或者新法蘭西其他地方去，造成很多家庭妻離子散，很多人到處流浪去尋找自己的妻兒。
1764年之後，很多在十三個殖民地阿卡迪亞人慢慢往南遷，在西班牙統治下的路易西安納定居。英國人允許一些阿卡迪亞人回到阿卡迪亞去，但卻規定他們只能散居在王室港和格朗普雷(Grand-Pré)以外的地方。而留在路易西安納的阿卡迪亞人(Acadian)，則與當地其他族群的人通婚，慢慢地演化成「卡津人」(Cajun)。
數十年後，亨利·沃茲沃思·朗費羅寫了一首名叫伊文格琳(Evangeline)的詩，講述一名名叫Evangeline的阿卡迪亞女子鍥而不捨地尋找她的情人的故事，以浪漫的手法帶出當年大動盪的經過與後果。

## 地名起源
阿卡迪亞這名字（Acadie）的來源可追溯到探險家維拉薩諾（1480年—1527年）的身上。在他的地圖上他把現維吉尼亞州以北的整個大西洋沿岸地區稱為「Arcadie」，希臘語的意思為「避难所」或“豐足的土地”。另一個推測認為「阿卡迪亞」是源於當地的米克馬克語言的「akatie」和馬萊西特語言的「quoddy」，意思分別為「地方」和「富饒的地方」。

## 當代阿卡迪亞

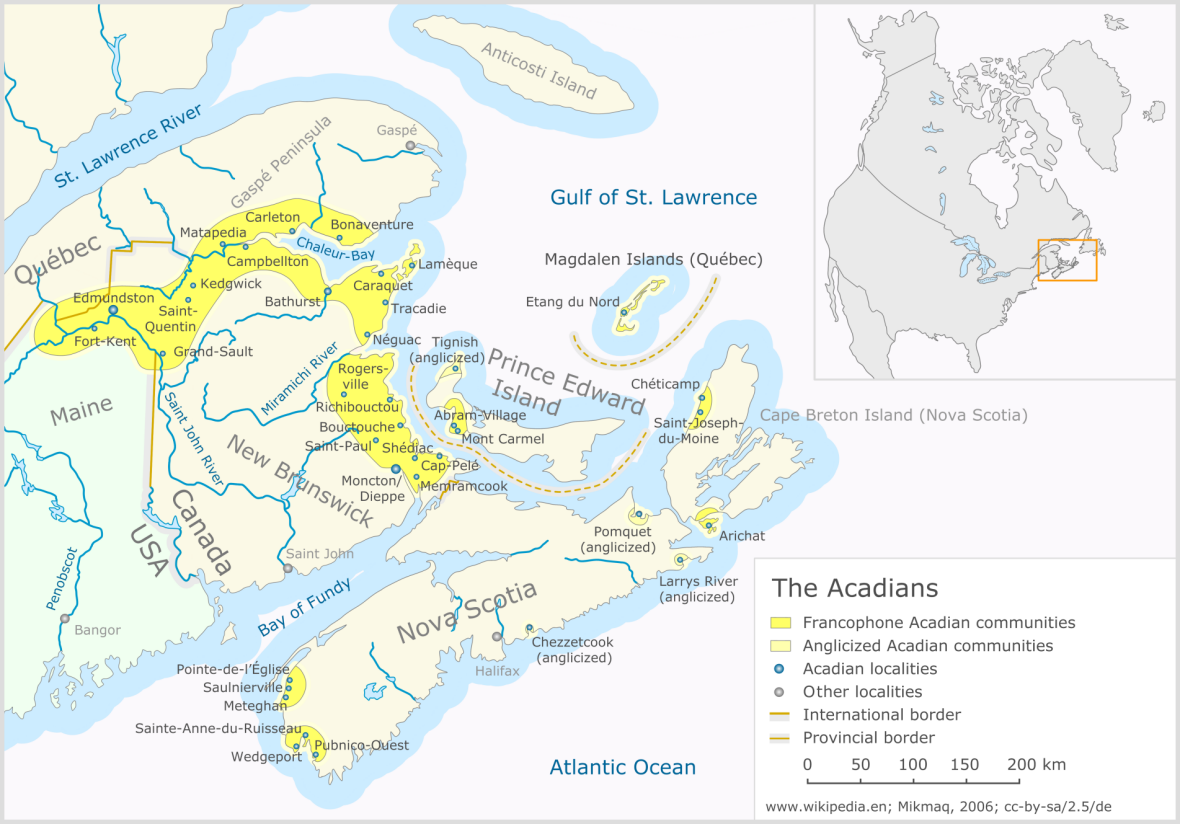
阿卡迪亞社區

時至今天，「阿卡迪亞」這詞指的可以是加拿大大西洋省份裡的法語地區；也可以抽象地指法式文化在加拿大東岸的存在性。
在1994年，阿卡迪亞人和卡津人召開了第一次「阿卡迪亞世界代表大會」，除了討論阿卡迪亞在21世紀的意義以外，更有富阿卡迪亞文化色彩的音樂節與戲劇節。此後這代表大會每五年便會在阿卡迪亞人或卡津人居住的地方舉行。

## 參閱
- 新法蘭西
- 《數英畝的雪》（A Few Acres of Snow）

## 外部連結
- La Société nationale de l'Acadie (法語) （页面存档备份，存于）
- Acadia（自阿卡迪亞旅遊委員會） （页面存档备份，存于）
- The Acadian Renaissance （页面存档备份，存于） — 圖解歷史論文
- Standardbearers of Acadian Identity （页面存档备份，存于） — 圖解歷史論文
- Acadia （页面存档备份，存于）（自哥倫比亞百科全書）
- Acadia （页面存档备份，存于） in BluPete's History of Nova Scotia （页面存档备份，存于）
- Acadian Ancestral Home by Lucie LeBlanc Consentino （页面存档备份，存于） - 阿卡迪亞歷史與家系庫